# 加沃特
加沃特是一种法国古代的民间舞曲，也被译为嘉禾舞曲，节奏并不活泼，4/4拍，速度为中板，以弱拍子开始。

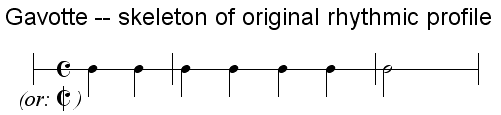
加沃特的节奏

17世纪时加沃特舞曲在法国宫廷中非常流行，18世纪在器乐组曲中，一些著名作曲家创作组曲时也采用这种曲式，巴赫的《法国组曲》（作品第816号）和亨德尔的《奏鸣曲》（作品第1号）中都采用了这种曲式，比利时作曲家戈塞克直接写出《加沃特舞曲》。